# Fontego dei Turchi

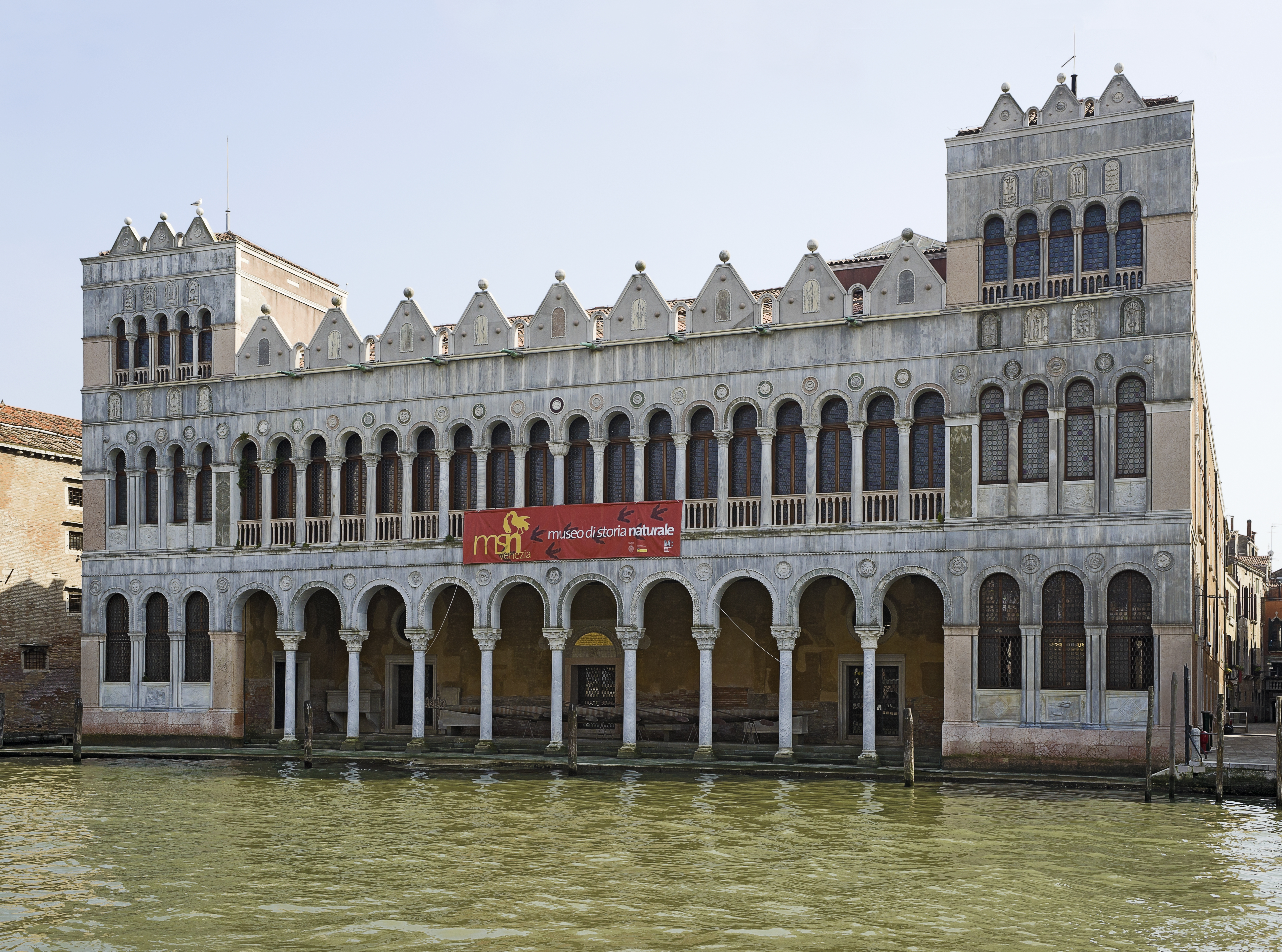
Fassade des Fontego dei Turchi 2011

Der Fontego dei Turchi (ital. Fondaco dei Turchi) ist ein Palast in Venedig, der bis etwa 1225 zurückreicht. Er befindet sich am Canal Grande im Sestiere Santa Croce, gegenüber der Kirche San Marcuola und in unmittelbarer Nachbarschaft zum Hirsespeicher (Fontego del Megio) aus dem 15. Jahrhundert. Die Adresse lautet Santa Croce 1730. Er diente einige Zeit als Handelshaus für osmanische Händler, die die Venezianer verallgemeinernd als „Türken“ bezeichneten. Heute ist er in städtischem Besitz und beherbergt das Museo civico di storia naturale di Venezia, das naturhistorische Museum der Stadt Venedig.

## Geschichte

### Die Familie Pesaro
Die Geschichte des Gebäudes lässt sich bis in das frühe 13. Jahrhundert zurückverfolgen. Giacomo Palmieri, der um 1225 aus Pesaro nach Venedig kam, ließ es, folgt man der Familientradition der Familie Pesaro, errichten. In der Tat erscheint 1248 und 1250 ein Palmmierus de Pesaro in den Quellen, doch wohnte er nicht im Sestiere San Giacomo dall'Orio, sondern in Santa Fosca. Gesichert ist, dass der Palast 1309 einem Mitglied der Familie Pesaro gehörte, die eine der einflussreichsten venezianischen Familien war. Ihre Familientradition hält Palmieri für eines ihrer Mitglieder. 1309 taucht es jedenfalls im Testament von Angelo Pesaro auf, der einen Teil des Gebäudes seinem Sohn Nicolò vererbte. Dieser Angelo lebte bereits um 1299 in dem Gebäude.

### Besitz der Republik: Casa del Duca di Ferrara
Offenbar war es schon 1309 durch Erbgänge zu Teilungen gekommen, denen vermutlich weitere folgten, die 1377 explizit untersagt wurden. Die vier Besitzer verkauften den Palast gemeinsam 1381 an die Republik Venedig, vermutlich, weil sie die Zwangsanleihen (imprestiti) zur Finanzierung des Chioggia-Krieges gegen Genua überfordert hatten.

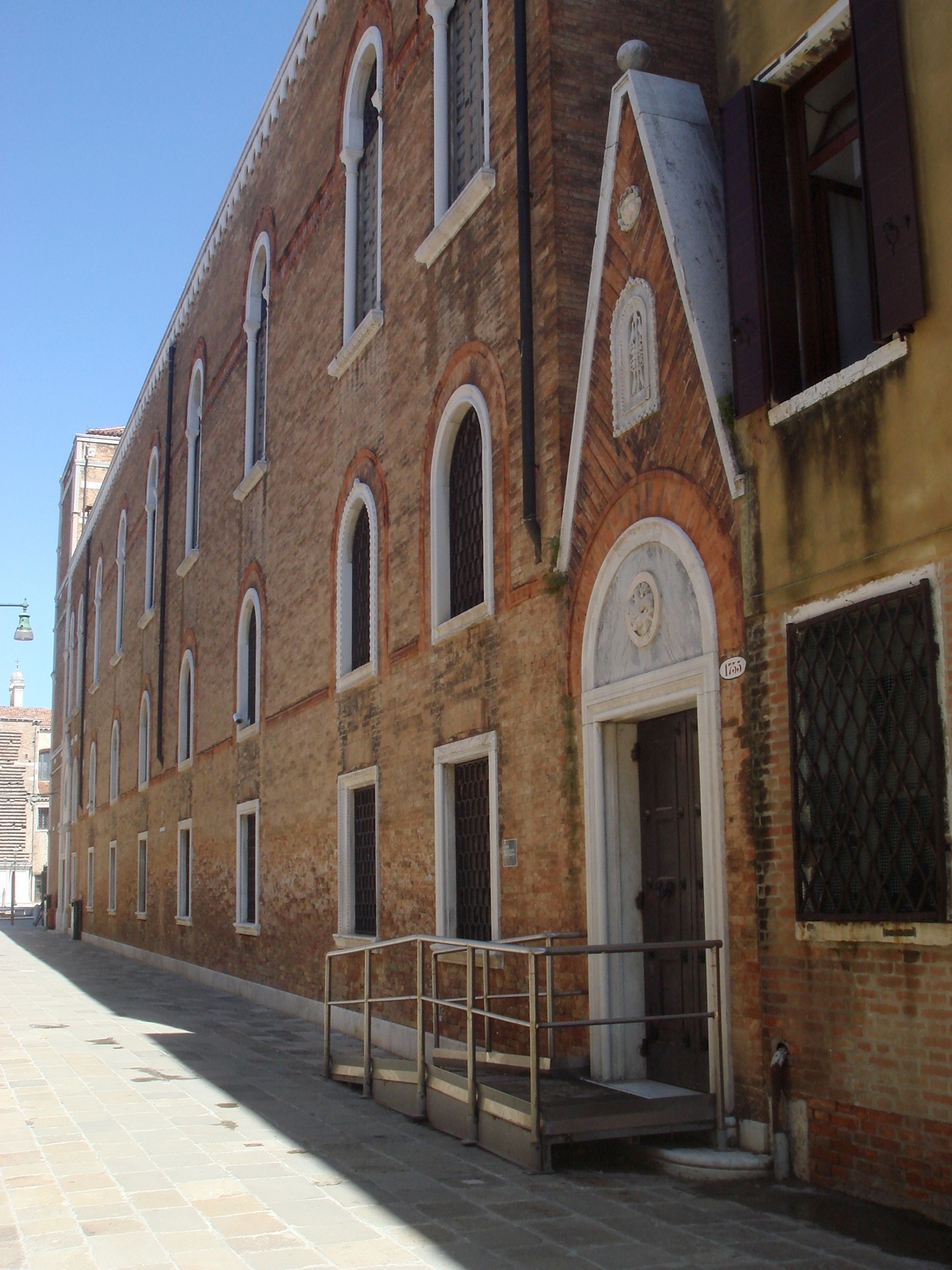
Seitenfassade

Die Regierung nutzte das Gebäude als Hof für den Grafen von Ferrara, Niccolò d'Este, und hieß dementsprechend, nachdem die Este zu Herzögen aufgestiegen waren, Casa del Duca di Ferrara. Der Palast wurde im 15. Jahrhundert häufig als Unterkunft für den Gesandten, später den Botschafter Ferraras genutzt. Das Erdgeschoss (Piantereno) und das Mezzanin wurden von der Republik allerdings separat vermietet.
Im oberen Teil, wo sich der Portego befand, ein prachtvoller Saal, hielten sich die byzantinischen Kaiser Manuel II. (1400, 1403) und Johannes VIII. Palaiologos (1423 und 1438) während ihrer Besuche in der Stadt auf. Auch Kaiser Friedrich III. wohnte hier in den Jahren 1452 und 1469, ebenso wie Cesare Borgia (1499) und Anna von Böhmen und Ungarn (1502). Die Abrechnungen über diese aufwändigen Visiten nahm das Ufficio alle Rason Vecchie vor.
Während zweier Kriege übernahm die Republik auch den Ferrareser Teil des Palastes, so 1482 und 1509, als sich Ferrara der Liga von Cambrai anschloss. Von 1509 bis 1531 nutzte Venedig den Palast zunächst zur Aufnahme von Flüchtlingen aus dem Gebiet Ferraras. 1512 gab die Republik den Palast an den nun wieder verbündeten Papst und ehemaligen Gegner Julius II. Die unteren Geschosse nutzte Venedig weiter, und nach dem Tod des Papstes auch den Rest des Gebäudes. 1517 setzte jedoch Julius’ Nachfolger Leo X. einen Legaten ein, der den Palast bewohnte. Dieser Altobello Averoldo, Bischof von Pola, erhielt 1520 vom Papst sogar lebenslange Nutzungsrechte am gesamten Gebäude. Averoldo ließ die Fassade renovieren und vermietete Teile des Palastes. Als sich die Bündnisse erneut änderten, verlangte Venedig den Palast für die Este zurück, doch Averoldo blieb bis zu seinem Tod im Jahr 1531. Erst danach kam es wieder an die Este.

### Umbauten durch die Este
Alfonso I. d’Este wollte das ganze Gebäude abreißen lassen und eine neue Residenz errichten, wozu er bereits 50.000 Dukaten vorgesehen hatte, doch es kam nicht dazu. Stattdessen wurden ausgedehnte Umbauten vorgenommen. Die Ferraresen erhielten nun auch das Untergeschoss, in dem sich offenbar zehn Wohnungen befanden, die vermietet wurden und jährlich 170 Dukaten einbrachten. Auch Henri de Valois, der König von Polen und Frankreich, hielt sich hier 1574 auf, sowie Maximilian von Österreich 1581. Der Besuch Alfonsos II. d’Este im Jahr 1562 hinterließ eine Beschreibung des Gebäudes.

### Verpachtung an osmanische Händler
Nach dem Tod des letzten Herzogs von Ferrara 1597 und vierjährigem Streit um den Besitz des Gebäudes, wurde es an Antonio Priuli verkauft. Er verpachtete es 1621 an osmanische Händler, die es als Warenlager und Wohngebäude (Fontego bzw. Fondaco) nutzten. Daher hieß das Gebäude Fontego dei Turchi. Zuvor hatte er die beiden Untergeschosse an Venezianer vermietet, das Staatsgeschoss jedoch an Gesandte, wie Georg Fugger in den Jahren 1604 und 1608 bis 1610.

### Leerstand, erneuter Besitz der Pesaro, Verkauf und Spekulationsobjekt
Während des Krieges um Kreta stand das Gebäude von 1645 bis 1669 leer, erneut ab 1684. 1648 ging der Rest des Gebäudes an die Familie Pesaro zurück. Erst ab 1751 einigte man sich, dass die Pesaro ein Drittel des Gebäudes entlang der Salizada vermieten durften. Das Gebäude verursachte jedoch enorme Kosten und so verkaufte der letzte Pesaro-Besitzer, der in London lebte, das Gebäude, das er 1830 geerbt hatte, 1838 an einen Immobilienspekulanten namens Antonio Busetto. Trotz Widerstands der Stadt und der österreichischen Verwaltung brach er zwei Drittel des Gebäudes ab. Es blieb nur die Fassade und die unmittelbar dahinter liegenden Räume, die die Fassade hielten.

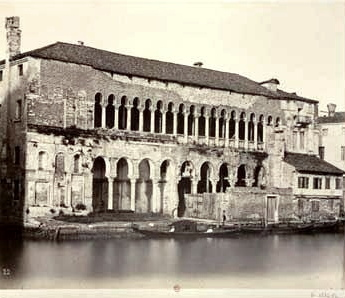
Der Fontego dei Turchi, Carlo Naya, vor 1870

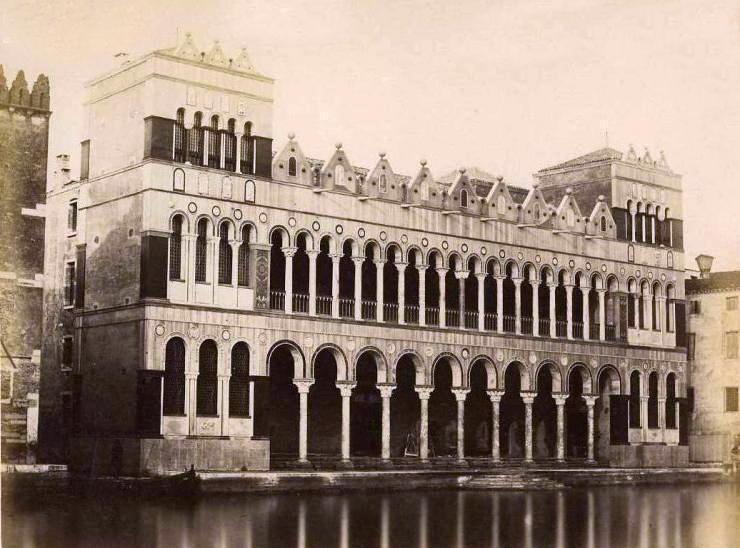
Das Gebäude 1870, unmittelbar nach der Restaurierung, Carlo Naya, 1870

### Erwerb durch die Kommune, fragwürdige Rekonstruktion
1860 kaufte die Stadt das Restgebäude, um ein Museum zu errichten. Die Restaurierung leitete Federico Berchet. Auf seine fragwürdige Rekonstruktion gehen die dreigeschossigen Türme zurück, ebenso wie die Zinnen. Die Österreicher zweigten von einem Projekt zu Ehren von Marco Polo beträchtliche Summen ab, und nach 1866, als Venedig an Italien kam, war der Bürgermeister, Fürst Giuseppe Giovanelli einer der Förderer des Unternehmens.
Die ältesten erhaltenen Gebäudeteile mit dem landseitigen Saal stammen aus dem ausgehenden 12. Jahrhundert, während die Gebäudeerweiterung zum Canal Grande hin aus dem 13. Jahrhundert im 19. Jahrhundert weitgehend zerstört und schließlich historisierend erneuert wurde.

### Museen
Von 1898 bis 1920 beherbergte das Gebäude die gesamte Sammlung des Teodoro Correr, danach wurde diese geteilt. Corrers historisch-künstlerische Sammlungsstücke wurden in die Prokuratien am Markusplatz, in das Museo Correr überführt, die naturkundlich-ethnologischen Stücke blieben im Fontego dei Turchi und bildeten den Grundstock des Museo civico di storia naturale di Venezia.